# Montgeron
Montgeron je jugovzhodno predmestje Pariza in občina v osrednjem francoskem departmaju Essonne regije Île-de-France. Leta 1999 je naselje imelo 21.905 prebivalcev.

## Geografija
Naselje leži v osrednji Franciji 12 km severno od Évryja in 19 km od središča Pariza.

## Administracija
Montgeron je sedež istoimenskega kantona, del okrožja Évry.

## Zanimivosti
- V Montgeronu se je leta 1903 začela prva etapa prve kolesarske dirke po Francije Tour de France.

## Pobratena mesta
- Eschborn (Nemčija),
- Póvoa de Varzim (Portugalska).